# رالف رايشنباخ
رالف رايشنباخ (بالألمانية: Ralf Reichenbach)‏ هو منافس ألعاب قوى ألماني، ولد في 31 يوليو 1950 في فيسبادن في ألمانيا، وتوفي في 12 فبراير 1998 في برلين في ألمانيا.

## وصلات خارجية
- رالف رايشنباخ على موقع الاتحاد الدولي لألعاب القوى (الإنجليزية)
- رالف رايشنباخ على موقع أوليمبيديا (الإنجليزية)